# Tiểu hòa thượng Ikkyū
Tiểu hòa thượng Ikkyū (一休さん Ikkyū-san) là một anime dựa trên cuộc đời Thiền tông Tỉ-khâu Nhất Hưu Tông Thuần (Ikkyū) và những chuyến phiêu lưu kỳ bí khi còn bé tại đền Ankoku. Trong mỗi tập, bằng sự thông minh của cậu, Ikkyū đã giải quyết mọi vấn đề rắc rối xung quanh cậu.
Đây còn là anime dành cho mọi lứa tuổi ở Nhật Bản và xuyên châu Á.
Tại Việt Nam, loạt phim ra mắt trọn bộ 296 tập đã có lồng tiếng được phát sóng chiếu trên kênh truyền hình HTV7 vào năm 1993, loạt phim 296 tập được phát sóng trên kênh ANT - BPTV3 vào năm 2017, An Viên - BTV9, SAM - BTV11 (kênh hiện nay đã dừng phát sóng và được thay thế bằng kênh khác) và THĐT2 từ năm 2011 - 2016.

## Phân vai
- Fujita Toshiko vai Ikkyū
- Katsura Reiko vai Sayo-chan
- Hase Sanji vai Shuunen
- Tsuboi Akiko vai Iyono Tsubane (còn trẻ)
- Masuyama Eiko vai mẹ của Ikkyū, dẫn truyện, Iyono Tsubane
- Shiraishi Fuyumi vai Gojuu Tsuyu, công chúa Yancha
- Inoue Kazuhiko vai Tetsusai
- Yamada Keaton vai Shogun
- Noda Keiichi vai Ninagawa Shinemon